# Можайский Вал
У́лица Можа́йский Вал (до 7 июня 1922 года — у́лица Можа́йский Ка́мер-Колле́жский Вал) — улица, расположенная в Западном административном округе города Москвы на территории района Дорогомилово.

## История
Улица получила современное название 7 июня 1922 года, до переименования называлась у́лица Можа́йский Ка́мер-Колле́жский Вал. Название дано по месту пересечения Камер-Коллежского вала с дорогой на Можайск.

## Расположение
Улица Можайский Вал проходит от Большой Дорогомиловской улицы на юго-запад, к ней примыкают улицы Платовская (с запада) и Брянская (с востока), далее с востока примыкает 1-й Можайский тупик, улица проходит до Киевской улицы и Резервного проезда. Нумерация домов начинается от Большой Дорогомиловской улицы.

## Примечательные здания и сооружения
По нечётной стороне:

По чётной стороне:
- № 4 — жилой дом. Здесь жили астроном и геофизик В. В. Федынский[3] и живописец  Алексей Пархоменко[4]

## Транспорт
По улице Можайский Вал не проходят маршруты наземного общественного транспорта. У северного конца улицы, на Большой Дорогомиловской улице, расположена остановка «Улица Можайский Вал» автобусов 297, 239, 157, 454, 474, 840.

### Метро
- Станции метро «Киевская» Арбатско-Покровской линии, «Киевская» Кольцевой линии, «Киевская» Филёвской линии (соединены переходами) — восточнее улицы, на площади Киевского Вокзала
- Станция метро «Студенческая» Филёвской линии — западнее улицы, на Киевской улице

### Железнодорожный транспорт
- Киевский вокзал (пассажирский терминал станции Москва-Пассажирская-Киевская Киевского направления Московской железной дороги) — восточнее улицы, на площади Киевского Вокзала